# Presa de San Román
Salto de San Román o El Porvenir de Zamora es una planta hidroeléctrica situada en el río Duero a su paso por el municipio de Pereruela (Zamora, España).
Es la primera planta hidroeléctrica construida en el río Duero (1902) y, junto al Molino de San Carlos en Zaragoza, una de las dos primeras de España.
Su diseñador y promotor es el ingeniero Federico Cantero Villamil, cuyos conocimientos sobre el río Duero sirvieron posteriormente para la construcción de los denominados Saltos del Duero. La construcción de esta planta, permitió la producción y suministro de energía eléctrica, mediante líneas de corriente alterna, a las ciudades de Zamora, Toro, Valladolid, Salamanca y pueblos del entorno. 

## Antecedentes
En 1897 se hace uso por primera vez de la luz eléctrica en la ciudad de Zamora, aunque su elevado coste de producción restringe su uso a unas pocas calles y edificios. El suministro de energía eléctrica lo realiza la compañía Electra Zamorana, de la que es ingeniero Federico Cantero Seirullo, padre de Federico Cantero Villamil. Esta empresa cuenta con una central situada en la antigua iglesia del convento de San Juan, en el barrio de Horta de la capital zamorana, en la que los generadores producen la energía con maquinaria de vapor. La instalación se completa con el tendido de líneas eléctricas que acercan la electricidad a los diversos puntos de consumo en la ciudad.
En 1898, Federico Cantero Villamil presenta el “Proyecto de una presa sobre el río Duero y canal transversal en túnel, para obtener fuerza hidráulica transportable por medio de la electricidad”. El éxito de este proyecto se basa en el notable abaratamiento de la energía eléctrica producida, pues el proceso no requiere la utilización de combustibles. Su ejecución, considerada asequible para los medios de la época, supone sin embargo una notable conquista social, al hacer que la energía eléctrica sea accesible a una mayor número de habitantes de la ciudad de zamorana, tanto para uso doméstico como industrial.

## Proyecto
El lugar elegido para la instalación es la Dehesa de San Julián, situada a poco más de 8 km de la ciudad de Zamora. El paraje cuenta con un apreciable meandro del río Duero, especialmente característico por su considerable curvatura y desnivel, lo que lo convierte en un lugar idóneo para la ejecución del proyecto diseñado.
El proyecto consiste en la construcción de una presa en el extremo anterior a la curva del meandro del río y unirla transversalmente mediante un túnel de 1,5 km, a una central al otro extremo del meandro. El desnivel existente entre los extremos del túnel es 11,5 m, pero con un salto bruto de 14 m desde la coronación de la presa. La potencia hidráulica mínima esperada era de 6.000 CV, suficiente para las expectativas de consumo de la época.
Por Real Orden de 11 de diciembre de 1898, publicada en la Gaceta de Madrid, se autoriza la ejecución del proyecto, incluyendo la concesión de un caudal de hasta 32 m³/s en el estiaje del Duero y de hasta 63 m³/s en épocas de crecidas.

## Preparativos
La ejecución del proyecto se instrumenta a través de una sociedad creada el 18 de junio de 1899 bajo el nombre de “El Porvenir de Zamora”. En ella se integran voluntades y recursos necesarios para el buen fin de la obra, siendo su capital inicial total de 8.414,17 euros (1.400.000 pesetas). Federico Cantero Villamil adquiere una participación accionarial del 11%, mediante la adquisición de 1.540 acciones, de 60 céntimos de euro (100 pesetas) cada una, adquiridas como contraprestación por la cesión a la compañía de los derechos de concesión para la explotación del salto.
En mayo de 1900 El Porvenir de Zamora se convierte en la única compañía suministradora de energía eléctrica en la ciudad, tras adquirir las instalaciones de Electra Zamorana.

## Obras
En 1899 se publica el concurso para la realización del “canal de derivación de las aguas del río Duero a 8 km de Zamora” que, con un presupuesto de 4.123,37 euros (686.071.39 pesetas), está formado por un canal de derivación con una parte a cielo abierto de 140 m y otra en túnel revestido de 1226 m con sección libre de 16 m², además de otras galerías y pozos auxiliares. 
En junio de 1899 comienzan las obras del canal de derivación, en las que trabaja un equipo de hasta 800 obreros, motivo por el que se dota a la obra de edificios auxiliares próximos, como posada y cantina, y se crearon otros servicios, como una cooperativa para el suministro de alimentos, una caja de ahorros y un fondo de ayuda para las necesidades de los trabajadores enfermos. 
La buena marcha del proyecto posibilita el comienzo en paralelo de las obras de la presa de San Román, de las que hay constancia documental de su inicio a finales de julio de 1899.
En diciembre de 1899, Federico Cantero Villamil, director facultativo del proyecto, publica el concurso para el suministro, montaje y colocación de los dos primeros grupos generadores, que son adjudicados en enero de 1900 a dos turbinas “Hercule Progres” construidas por Singrün Fréres de Espinal (Francia). La energía que producen los dos generadores se ha de transportarse a 12 km para aplicarla y transformarla al alumbrado eléctrico y fuerza motriz en la ciudad de Zamora.

## Funcionamiento
Con esos dos grupos de generadores, la planta hidroeléctrica comienza a entregar energía eléctrica durante 1902 a la ciudad de Zamora, aunque la inauguración oficial del servicio se pospone hasta el 1 de enero de 1903.
Con el tiempo se incorporan a la planta hasta un total de siete grupos generadores que posibilitan el suministro mediante líneas de alta tensión a pueblos y ciudades cercanas, como Valladolid y Salamanca. Así, de forma progresiva y junto a otras pequeñas compañías suministradoras, es como se crea a comienzos del siglo XX el incipiente sistema eléctrico español.
El Porvenir de Zamora gestiona la planta hasta que el 12 de abril de 1951 es absorbida por Iberduero y, posteriormente, disuelta en diciembre de ese mismo año.
Entre 1967 y 1969 es remodelada y adaptada a los nuevos medios técnicos de generación y control, medidas que incrementan su rendimiento, aunque la mejora conlleva la construcción de un nuevo edificio para la sustitución parcial del antiguo, considerado este último de especial belleza arquitectónica.
Hoy, con más de cien años de funcionamiento, el Salto de San Román continúa produciendo energía para la red eléctrica.